# Szury
Szury – wieś w Polsce położona w województwie podlaskim, w powiecie suwalskim, w gminie Szypliszki.
Wchodzi w skład sołectwa Lipowo. W latach 1975–1998 miejscowość należała administracyjnie do województwa suwalskiego.